# کلاوس ماین
کلاوس ماین (آلمانی: Klaus Meine؛ متولد ۲۵ مه ۱۹۴۸) یک خواننده آلمانی است که بیشتر به عنوان خواننده اصلی گروه موسیقی هوی متال اسکورپیونز شناخته شده است.

## خوانندگی به فارسی
وی ترانه گل سنگم را با نوازندگی انوشیروان روحانی به فارسی خوانده است.